# Šatovník papouščí
Šatovník papouščí, havajsky ʻōʻū (Psittirostra psittacea), je kriticky ohrožený, možná již vyhynulý druh pěnkavovitého ptáka z Havajských ostrovů a jediný zástupce rodu Psittirostra. Měřil asi 17 cm, samci měli jásavé olivové zbarvení na hřbetě, šedivější na spodní straně těla. Hlava byla jasně žlutá s oranžovorůžovým zobákem. Samice vypadala vcelku podobně jako samec.
Šatovník papouščí se původně vyskytoval na řadě ostrovů a ve všech typech lesů; ʻōʻū představoval jednoho z nejpočetnějších havajských ptáků. Využíval sezónně dostupné zdroje potravy, možná i mezi jednotlivými ostrovy; na rozdíl od jiných druhů šatovníků se nerozrůznil na více druhů, populace z jednotlivých ostrovů se výrazněji nelišily. Jeho papouškovitý zobák nebyl překvapivě specializován jenom na určitý typ potravy, šatovník se živil pupeny, květy, hmyzem a ovocem. Preferoval krmení na pandánovité rostlině Freycinetia arborea, ale když neplodila, nevyhýbal se ani jiným plodícím stromům včetně nepůvodních druhů. Během období rozmnožování se ozýval komplexním zpěvem tvořeným pískáním, švitořením i trylky, který se rozléhal na velkou vzdálenost. Mláďata byla pozorována v červnu.
Šatovník papouščí začal z Havaje rapidně mizet během 20. století. Problém představovala ztráta přirozeného prostředí a především rozšiřování nepůvodních komárů, kteří na ptáky přenášeli ptačí malárii. Šíření této nemoci mohlo napomoci také kočovné chování ptáka. Od začátku 20. století do začátku 30. let pták vymizel z ostrovů Oahu, Maui, Molokai a Lanai. Poslední populace na ostrovech Hawaii a Kauai zanikly po 80. letech 20. století v důsledku přírodních katastrof. Kolonii žijící na úbočí sopky Mauna Loa na Hawaii zničila erupce z roku 1984. Ostrov Kauai souběžně zasáhly hurikány Iwa (1982) a Iniki (1992), které zdevastovaly vysokohorské lesy. Poslední pozorování pochází z roku 1989, i z pozdějších let se však objevily zvěsti o existenci druhu. Je pravděpodobné, že šatovník papouščí vyhynul někdy v 90. letech 20. století, přesto je možné, že v odlehlých oblastech ostrovů stále přežívá. Jakákoli zbývající populace by však pravděpodobně byla nepatrná.